# Mount Jennings
Mount Jennings ist ein rund 2800 m hoher Berg im Norden des ostantarktischen Viktorialands. In der Barker Range der Victory Mountains ragt er unmittelbar südlich des Mount Roy auf. 
Das New Zealand Antarctic Place-Names Committee benannte ihn nach Peter Jennings, Feldforschungsassistent und Mechaniker bei einer von 1971 bis 1972 durchgeführten Kampagne zum Evans-Firnfeld im Rahmen der Victoria University’s Antarctic Expeditions.